# 无锡市康复医院
31°35′12″N 120°17′22″E / 31.58669°N 120.28949°E

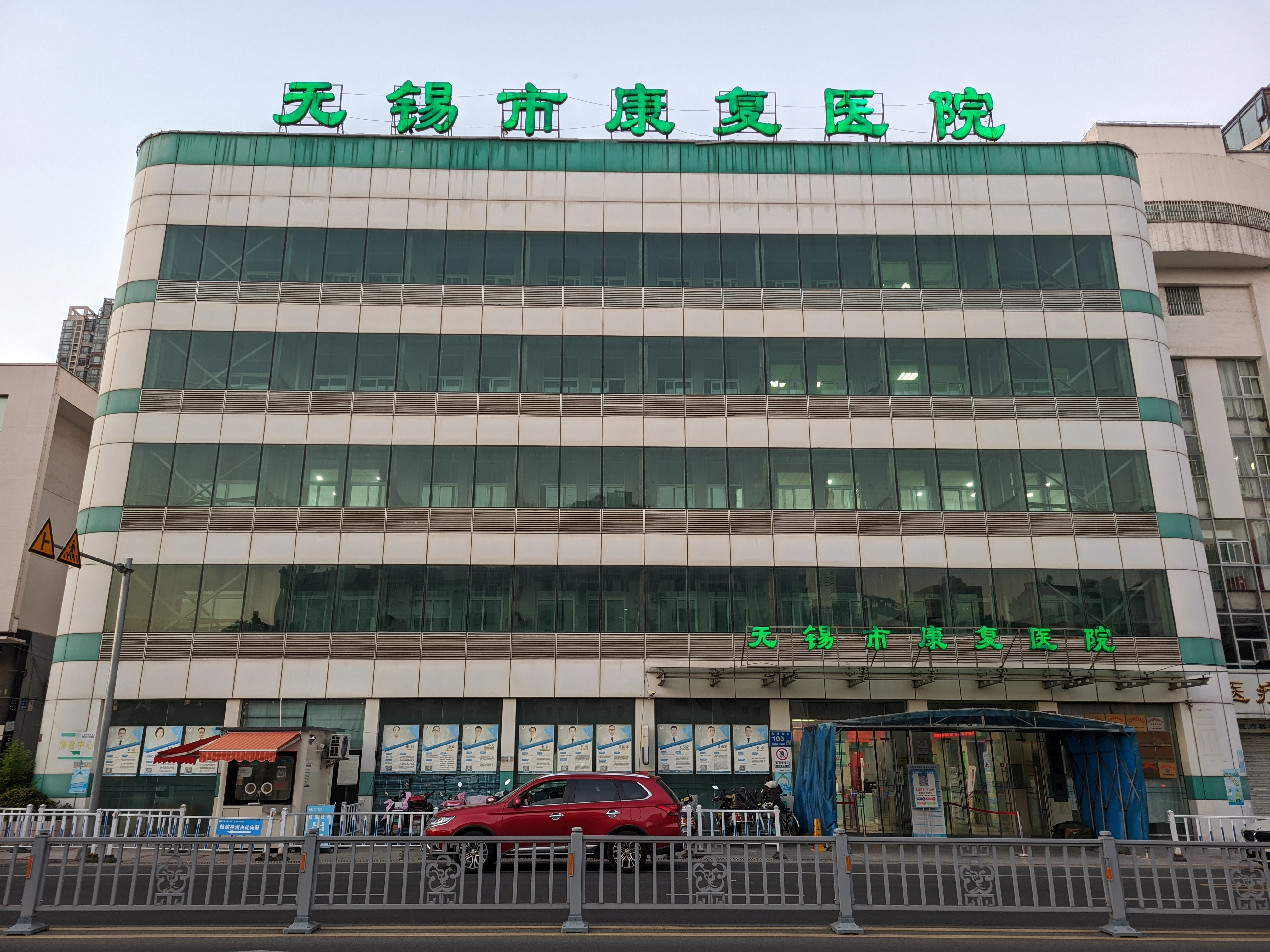
无锡市康复医院

无锡市康复医院，原无锡市北塘人民医院，是中国江苏省的一所医院，为二级乙等医院，位于无锡市北塘大街100号。

## 沿革
1958年，当地政府整合诊所，建立集体所有制的联合医院。1975年扩建，并于1976年更名为北塘区人民医院。2008年5月，原北塘区人民医院整体转型改建无锡市康复医院暨无锡市残疾人康复中心。